# Београдски сајам књига
Међународни београдски сајам књига једна је од најстаријих и најважнијих књижевних манифестација у региону. Његов основни циљ је пружање могућности издавачима, ауторима, књижарима, библиотекарима, дистрибутерима књига, компанијама за мултимедију и другим актерима, да успоставе контакте, размене искуства, склопе пословне договоре и остваре друге видове пословне и културне сарадње. Сви издавачи из Србије и најугледнији издавачи из региона на Сајму представљају своју годишњу издавачку продукцију.
Поред излагачког, на Сајму се организује и богат пратећи програм: конференције, округли столови, сусрети с писцима, трибине, радионице...
За посетиоце, љубитеље писане речи, Сајам књига је јединствена прилика да на једном месту пронађу, и уз посебне сајамске попусте купе књиге које их занимају, као и да упознају омиљене и открију нове ауторе и присуствују на неком од бројних програма.
Сајам књига је најпосећенија културна манифестација у Србији. У 2013. години на Сајму је било 158.128 посетилаца а учествовало је 897 излагача, суизлагача и заступљених фирми. Такође, Сајам је и изузетно медијски пропраћен. На основу података организатора, 2013. године Сајам је пратило 1.324 акредитованих новинара из Србије и још 15 земаља. Током Сајма 2016. године било је 188.409 посетилаца, а 2022. било је 163.616 посетилаца.
Према истраживању које је 2010. године међу грађанима Београда спровео Strategic marketing, Сајам књига је означен као највећи бренд Београда.
Оснивач Београдског сајма књига је Град Београд, манифестацијом руководи Одбор Сајма књига, а извршни организатор је предузеће Београдски сајам. Сајам се традиционално одржава у октобру, у халама 1, 1а, 2 и 4 Београдског сајма, на површини од приближно 30.000m². Сајам траје 8 дана.

## Историјат
Први југословенски сајам књига одржан је 1956. године на Загребачком велесајму под покровитељством председника Јосипа Броза Тита. Присуствовали су му најзначајнији књижевници земље, међу којима и Иво Андрић и Мирослав Крлежа. Изложено је око 12.000 књига свих југословенских издавача, али и издавача из Аустрије, Чехословачке, Холандије, Уједињеног Краљевства, Француске, Италије, Кине, Мађарске, Источне и Западне Немачке, Пољске, Румуније, САД, Совјетског Савеза и Швајцарске. Један од оснивача сајма, последњи живи, био је Бранислав Ћелап.
Наредне, 1957. године, Сајам је пресељен у Београд, у којем је завршена изградња модерног сајмишта. Књиге је изложило око 60 домаћих и 36 страних издавача, из 16 држава Европе, Америке и Азије. Договорено је да Међународни сајам књига прати каталог и да траје шест дана. Сајам је одржан крајем октобра у Хали III Београдског сајма, а поводом сајамске свечаности покренута је и ревија „Књига и свет“. Први Београдски сајам књига отворио је Родољуб Чолаковић, тадашњи потпредседник СИВ-а.
Међународни сајам књига у Београду из године у годину окупљао је све већи број издавача из бивше Југославије и целог света, тако да је после сајмова у Франкфурту и Варшави, постао највеће стециште издавачких посленика из Европе, Америке, Азије и Африке. У Београду су се сусретале, и још увек се сусрећу, културе Истока и Запада.
Ове године 61. Међународни београдски сајам књига је одржан од 23. до 30. октобра 2016.године. Земља почасни гост је била Иран.

## Награде
У оквиру Београдског сајма књига додељује се више награда: Издавач године, Издавачки подухват године, Дечја књига године и Најлепша књига. Ове награде додељују се издавачкој продукцији и делима која по свом квалитету и по значају научног и уметничког достигнућа представљају изузетан напор издавача, уредника и писаца. За награду могу конкурисати сви издавачи из Србије, излагачи на Сајму.
Осим ових, од 2007. године додељује се и Награда Доситеј Обрадовић, и то страном издавачу за континуирани допринос у објављивању и промоцији српске књижевности. Досадашњи добитници Награде су: аустријски издавач Визер Ферлаг из Клагенфурта (2007), француски издавач Gaia Editions из Бордоа (2008), мађарски издавач Јеленкор из Печуја (2009), италијански издавач Зандонаи из Роверета (2010), бугарски издавач Сиела из Софије (2011) и словачки издавач Калиграм из Братиславе (2012).

## Земља почасни гост
Од 2002. године Београдски сајам књига има и свог почасног госта – земљу чија се књижевност и издавачка продукција посебно презентују. Земља почасни гост добија истакнуто место на Сајму књига у арени Хале 1. На свом штанду, као и у сајамским салама за промоције, почасни гост има могућност да представи своје издаваштво и културу, у оквиру програма сусрета са ауторима, на предавањима и стручним семинарима.
Почасни гост је у прилици да на Сајму представи ауторе из своје земље, преводиоце, издаваче, дистрибутере као и све оне који су на различите начине у вези са књигом. Успостављање снажних и живих културних веза један је од најважнијих циљева манифестације, и у том смислу, институција почасног госта изузетно је значајна.
Досадашњи почасни гости били су: Норвешка (2002), Канада (2003), Француска (2004), Велика Британија (2005), САД (2006), Италија (2007), Јапан (2008), Грчка (2009), Шведска (2010), земље португалског говорног подручја (2011), Мађарска (2012), Пољска (2013), Кина (2014), Русија (2015), Иран (2016), земље немачког говорног подручја (Немачка, Швајцарска, Лихтенштајн, Аустрија) (2017), Мароко (2018), Египат (2019), Румунија (2022), Француска (2023) и Куба (2024).

## Најугледнији домаћи и светски аутори
Сајам књига окупља све значајније ауторе из Србије и многе угледне писце из региона. Сајам традиционално отварају реномирани домаћи аутори. У првој деценији 20. века Сајам су свечано отварали: Светлана Велмар Јанковић, Вида Огњеновић, Давид Албахари, Милован Данојлић, Љубомир Симовић, Горан Петровић, Душан Ковачевић, Драгослав Михаиловић, Драган Великић и Ласло Вегел.
Сваке године Сајам посети барем један савремени светски познати књижевник. Између осталих, на Сајму су били: Алан Роб-Грије, Ерика Џонг, Нацуки Икезава, Клаудио Магрис, Људмила Улицка, Чарлс Симић, Елизабет Абот, Тони Парсонс, Петер Хандке, Патрик Бесон, Оса Линд, Танасис Валтинос, Флер Јеги, Гиш Џен, Наим Катан, Геир Полен...

## Школски дан
Од 2005. године на Сајму се организује тзв. Школски дан који подразумева организоване посете ученика, студената, професора и школских библиотекара, као и низ њима намењених пратећих програма.